# Chenôves
Chenôves ist eine französische Gemeinde mit 208 Einwohnern (Stand: 1. Januar 2022) im Département Saône-et-Loire in der Region Bourgogne-Franche-Comté (vor 2016 Bourgogne). Die Gemeinde gehört zum Arrondissement Chalon-sur-Saône und zum Kanton Givry (bis 2015: Buxy).

## Lage
Chenôves liegt etwa 20 Kilometer südwestlich von Chalon-sur-Saône. Umgeben wird Chenôves von den Nachbargemeinden Saint-Vallerin im Norden, Jully-lès-Buxy im Norden und Nordosten, Messey-sur-Grosne im Osten und Südosten, Saint-Boil und Saules im Süden sowie Fley im Westen.

## Bevölkerung
| Jahr                      | 1962 | 1968 | 1975 | 1982 | 1990 | 1999 | 2006 | 2011 | 2016 |
| ------------------------- | ---- | ---- | ---- | ---- | ---- | ---- | ---- | ---- | ---- |
| Einwohnerzahl             | 242  | 224  | 183  | 178  | 194  | 203  | 215  | 217  | 206  |
| Quelle: Cassini und INSEE |      |      |      |      |      |      |      |      |      |

## Sehenswürdigkeiten
- Kirche Saint-Blaise
- Friedhofskreuz, Monument historique

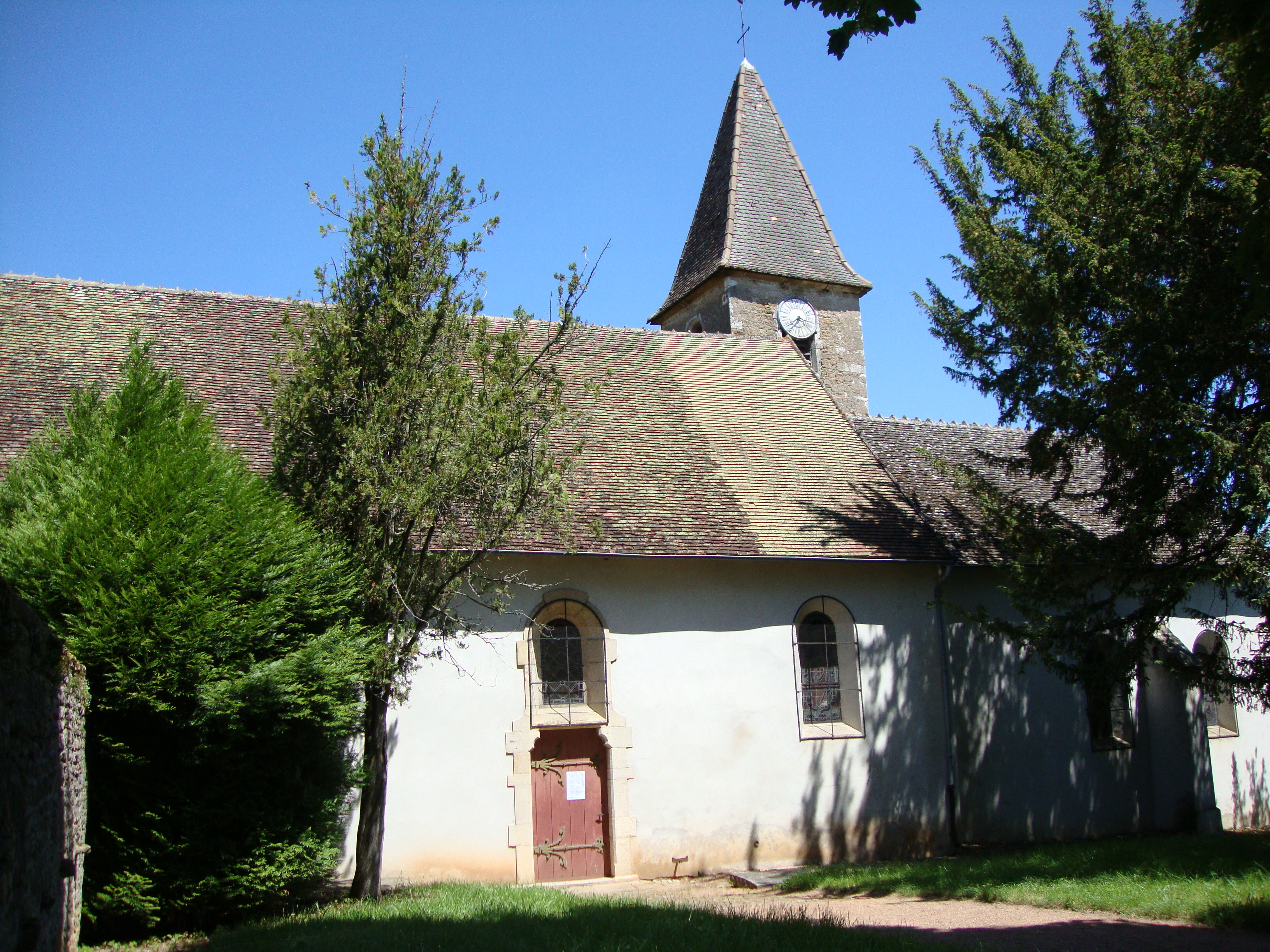
Kirche Saint-Blaise

- Schloss Le Thil